# 2MASX J13023104+2808433
2MASX J13023104+2808433 ist eine Galaxie im Sternbild Haar der Berenike am Nordsternhimmel. Sie ist schätzungsweise 2,2 Milliarden Lichtjahre von der Milchstraße entfernt und hat einen Durchmesser von etwa 145.000 Lichtjahren. Vom Sonnensystem aus entfernt sich die Galaxie mit einer errechneten Radialgeschwindigkeit von näherungsweise 48.500 Kilometern pro Sekunde.
Im selben Himmelsareal befinden sich unter anderem die Galaxie IC 4106, IC 4111, PGC 44928, PGC 44976.